# Nel mondo di Alice
Nel mondo di Alice è uno sceneggiato televisivo italiano del 1974, trasmesso in quattro puntate, diretto da Guido Stagnaro per la Rai e tratto dai romanzi di Lewis Carroll Le avventure di Alice nel Paese delle Meraviglie e Attraverso lo specchio e quel che Alice vi trovò. Le prime due puntate sono basate sul primo romanzo e le due successive sul secondo.

## Trama
In un caldo pomeriggio Alice si addormenta sul prato ed al suo risveglio si ritrova catapultata in un mondo irreale e coloratissimo popolato da strani personaggi e animali parlanti. Seguendo prima un coniglio bianco e poi attraversando uno specchio, vivrà fantastiche avventure, tra goffi scacchi parlanti e una duchessa bisbetica, interpretata da Franca Valeri. Al suo risveglio tutto tornerà alla normalità, lasciandole il ricordo di un sogno spaventoso ma bellissimo al tempo stesso.

## Produzione
Per la parte di Alice fu inizialmente annunciata Ottavia Piccolo, ma si pensò anche di utilizzare un'attrice bambina. Le riprese si tennero negli studi Rai di Milano. Lo sceneggiato venne girato a colori, malgrado la Rai all'epoca trasmettesse solo in bianco e nero (le trasmissioni a colori cominciarono tre anni dopo, nel 1977). I pupazzi che compaiono nel corso delle quattro puntate sono ideati da Velia Mantegazza e le animazioni sono opera della stessa Mantegazza e di Annabella Spadon. L'animatore e scenografo Emanuele Luzzati si occupò, oltre che delle scenografie e dei costumi, anche delle animazioni dei titoli di testa assieme a Giulio Gianini.

## Colonna sonora
La sigla Il mondo di Alice è cantata da Milena Vukotic e incisa nel 1973 su dischi Odeon.